# هایون لیم
هایون لیم (Hayeon Lim) (کره‌ای: 임하연; هانجا: 林河姸 ; متولد ۳ ژوئیه ۱۹۹۳)، نویسنده اهل کره جنوبی است.

## اوایل زندگی
هایون لیم در سئول به دنیا آمد و بزرگ شد. لیم از دوران کودکی یک خواننده مشتاق و دانشجوی پرشور آواز اپرا بود. در سال ۲۰۰۱ در سن ۷ سالگی برنده جایزه اول کنکور پیانو تایمز شد. در سن ۱۶ سالگی به کلاس کارشناسی ارشد در کنسرواتوار پراگ رفت. در سال‌های نوجوانی به زبان‌های انگلیسی، فرانسوی، ایتالیایی و چینی نزد معلمان خصوصی آموزش دید.
در ۲۸ فوریه ۲۰۲۰، کتاب <점심 먹는 아가씨들 Ladies who Lunch > منتشر شد. او بیشتر در مورد زندگی خود در خارج از کشور در نیویورک، پاریس و لندن می‌نویسد.

## زندگی شخصی
لیم به انواع زبان‌های خارجی مانند انگلیسی، فرانسوی، ایتالیایی و چینی مسلط است و به رشته‌های مختلف مانند مجموعه آثار هنری، امور خیریه، بشردوستی و فرهنگی علاقه‌مند است. او همچنین به دلیل استایل و مد خود شناخته شده‌است.